# جراند حياة عمان
جراند حياة عمان، فندق خمس نجوم في قلب مدينة عمان وعلى بعد خطوات من الكنيسة القبطية ومسجد الملك عبد الله الأول. يقع هذا الفندق بالقرب من جسر عبدون وميدان رأس العين.